# Moritz Heyer
Moritz Heyer (Ostercappeln, 4 aprile 1995) è un calciatore tedesco, difensore o centrocampista del Fortuna Düsseldorf.

## Caratteristiche tecniche
È un centrocampista difensivo che può giocare anche al centro della difesa.

## Carriera
Cresciuto nel settore giovanile dell'Osnabrück, inizia la sua carriera professionistica fra le file dello Sportfreunde Lotte, con cui gioca quattro stagioni fra terza e quarta divisione tedesca; nel 2018 passa all'Hallescher prima di fare ritorno all'Osnabrück, con cui debutta in 2. Bundesliga, contro l'Heidenheim. Nel 2020 viene acquistato dall'Amburgo.

## Statistiche
Statistiche aggiornate al 19 maggio 2024.

### Presenze e reti nei club
| Stagione                  | Squadra                   | Campionato                | Campionato | Campionato | Coppe nazionali | Coppe nazionali | Coppe nazionali | Coppe continentali | Coppe continentali | Coppe continentali | Altre coppe | Altre coppe | Altre coppe | Totale | Totale | Totale |
| Stagione                  | Squadra                   | Comp                      | Pres       | Reti       | Comp            | Pres            | Reti            | Comp               | Pres               | Reti               | Comp        | Pres        | Reti        | Pres   | Reti   |        |
| ------------------------- | ------------------------- | ------------------------- | ---------- | ---------- | --------------- | --------------- | --------------- | ------------------ | ------------------ | ------------------ | ----------- | ----------- | ----------- | ------ | ------ | ------ |
| 2014-2015                 | Sportfreunde Lotte        | RL                        | 4          | 1          | CG              | 0               | 0               |                    | -                  | -                  |             | -           | -           | 4      | 1      |        |
| 2015-2016                 | Sportfreunde Lotte        | RL                        | 27         | 3          | CG              | 0               | 0               |                    | -                  | -                  |             | -           | -           | 27     | 3      |        |
| 2016-2017                 | Sportfreunde Lotte        | 3L                        | 33         | 2          | CG              | 4               | 0               |                    | -                  | -                  |             | -           | -           | 37     | 2      |        |
| 2017-2018                 | Sportfreunde Lotte        | 3L                        | 34         | 3          | CG              | 0               | 0               |                    | -                  | -                  |             | -           | -           | 34     | 3      |        |
| Totale Sportfreunde Lotte | Totale Sportfreunde Lotte | Totale Sportfreunde Lotte | 98         | 9          |                 | 4               | 0               |                    | -                  | -                  |             | -           | -           | 102    | 9      |        |
| 2018-2019                 | Hallescher                | 3L                        | 36         | 3          | CG              | 0               | 0               |                    | -                  | -                  |             | -           | -           | 36     | 3      |        |
| 2019-2020                 | Osnabrück                 | 2L                        | 33         | 6          | CG              | 1               | 0               |                    | -                  | -                  |             | -           | -           | 33     | 6      |        |
| ago. 2020                 | Osnabrück                 | 2L                        | 0          | 0          | CG              | 1               | 0               |                    | -                  | -                  |             | -           | -           | 1      | 0      |        |
| Totale Osnabrück          | Totale Osnabrück          | Totale Osnabrück          | 33         | 6          |                 | 2               | 0               |                    | -                  | -                  |             | -           | -           | 35     | 6      |        |
| 2020-2021                 | Amburgo                   | 2L                        | 32         | 2          | CG              | 1               | 0               |                    | -                  | -                  |             | -           | -           | 33     | 2      |        |
| 2021-2022                 | Amburgo                   | 2L                        | 32+2       | 6+0        | CG              | 5               | 0               |                    | -                  | -                  |             | -           | -           | 39     | 6      |        |
| 2022-2023                 | Amburgo                   | 2L                        | 27+2       | 3+0        | CG              | 2               | 0               |                    | -                  | -                  |             | -           | -           | 31     | 3      |        |
| 2023-2024                 | Amburgo                   | 2L                        | 17         | 1          | CG              | 2               | 0               |                    | -                  | -                  |             | -           | -           | 19     | 1      |        |
| Totale Amburgo            | Totale Amburgo            | Totale Amburgo            | 108+4      | 12+0       |                 | 10              | 0               |                    | -                  | -                  |             | -           | -           | 122    | 12     |        |
| Totale carriera           | Totale carriera           | Totale carriera           | 279        | 30         |                 | 16              | 0               |                    | -                  | -                  |             | -           | -           | 295    | 30     |        |